# 圣热内斯迪雷茨
圣热内斯迪雷茨（法語：Saint-Genès-du-Retz，法語發音：[sɛ̃ ʒənɛ dy ʁɛts]）是法国多姆山省的一个市镇，属于里永区。

## 地理
圣热内斯迪雷茨（46°3'41"N, 3°12'52"E）面积8.24 平方千米，位于法国奥弗涅-罗讷-阿尔卑斯大区多姆山省，该省份为法国中南部省份，北起阿列省接壤，东临卢瓦尔省，南至上盧瓦爾省和康塔爾省，西接科雷兹省和克勒兹省。
与圣热内斯迪雷茨接壤的市镇（或旧市镇、城区）包括：沙尔姆、加纳、波埃扎、圣普列斯特当德洛、埃菲亚、蒙庞西耶、旺萨。
圣热内斯迪雷茨的时区为UTC+01:00、UTC+02:00（夏令时）。

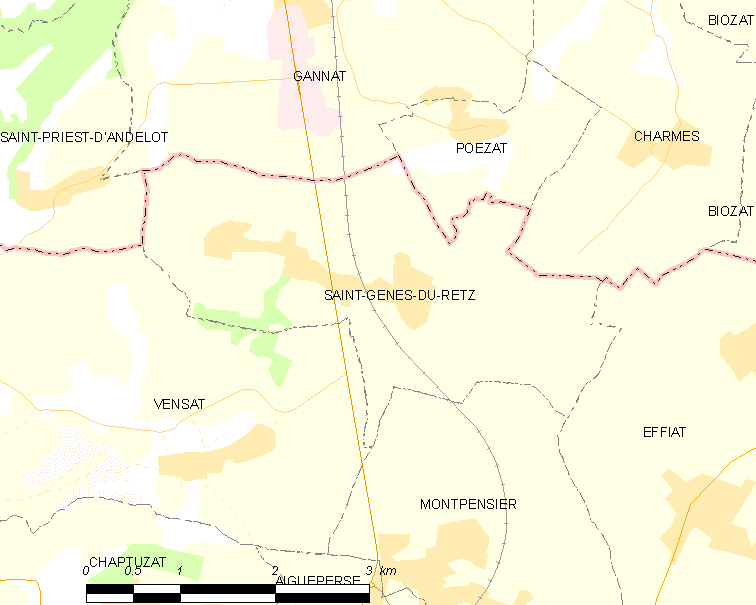
圣热内斯迪雷茨的OSM定位图

## 行政
圣热内斯迪雷茨的邮政编码为63260，INSEE市镇编码为63347。

## 政治
圣热内斯迪雷茨所属的省级选区为艾格佩斯县。

## 人口

1962-2008年间圣热内斯迪雷茨人口变化图示

圣热内斯迪雷茨于2022年1月1日时的人口数量为463人。